# Расторог (Орловская область)
Расторог — упразднённый посёлок, существовавший на территории Дмитровского района Орловской области. Входил в состав Домаховского сельсовета.

## География
Располагался в 15 км к западу от Дмитровска на высоком левом берегу реки Расторог, от которой и получил название, напротив села Домаха. На реке, между посёлком и селом, располагалась плотина с прудом и водяной мельницей. Здесь же, на плотине, была устроена толчея — предприятие по обработке пеньки. Через посёлок проходила дорога из Домахи в деревню Робское.

## История
Основан в начале XX века переселенцами из соседней деревни Воронино. В 1926 году в посёлке было 12 крестьянских хозяйств, проживало 57 человек (24 мужского пола и 33 женского). В то время Расторог входил в состав Большекричинского сельсовета Круглинской волости Дмитровского уезда. Позднее передан в Домаховский сельсовет. В 1928 году вошёл в состав Дмитровского района. В 1937 году в посёлке было 10 дворов. Упразднён до 1965 года.

## Население
| Годы      | 1926 |
| --------- | ---- |
| Население | 57   |